# 田尻大基
田尻 大基（たじり だいき、1987年5月27日 - ）は、東京都出身のサッカー指導者。

## 来歴
立教大学を経て、2008年よりサッカー指導者のキャリアをスタートさせ、FC東京スクールのコーチや、水戸ホーリーホックアカデミーのコーチなどを務めた。
2017年、ジュビロ磐田の分析担当テクニカルスタッフに就任した。
2023年、アスルクラロ沼津のトップチームコーチに就任。

## 指導歴
- 2008年、2012年  朝霞市立朝霞第一中学校サッカー部 コーチ
- 2010年 - 2012年  FC東京スクール コーチ
- 2012年  埼玉栄高等学校サッカー部 コーチ
- 2013年  水戸ホーリーホックアカデミー コーチ
  - 2013年 常磐大学サッカー部 監督（兼任）
- 2017年 - 2022年  ジュビロ磐田
  - 2017年 - 2019年 トップチーム 分析担当テクニカルスタッフ
  - 2020年 スカウト
  - 2021年 - 2022年 トップチーム 分析担当テクニカルスタッフ
- 2023年 - 2024年  アスルクラロ沼津 コーチ
- 2025年 -  FC.AWJ 監督